# Caluromys derbianus
L'opossum lanoso di Derby (Caluromys derbianus) o opossum lanoso dell'America Centrale, è un opossum che vive nelle foreste decidue o sempreverdi dell'America Centrale, dal Messico meridionale all'Ecuador occidentale e la Colombia (in particolare nella Valle del Cauca). È stato descritto per la prima volta dal naturalista inglese George Robert Waterhouse, il quale gli diede questo nome in onore di Edward Smith-Stanley, XIII conte di Derby. Questo opossum risulta essere il più grande del suo genere, con una lunghezza totale di 60-70 centimetri ed un peso che varia dai 200 ai 400 grammi.
 Il suo manto è di colore marrone mentre la parte inferiore varia dal bianco al bruno dorato. Questo opossum è un animale notturno (quindi attivo soprattutto di notte), arboricolo, e piuttosto solitario.
La sua dieta consiste di frutta, nettare e piccoli invertebrati o vertebrati. Il suo periodo di riproduzione varia a seconda della sua localizzazione geografica, ogni cucciolata varia da uno a sei piccoli.